# Molovin
Molovin (izvirno srbsko Моловин) je naselje v Srbiji, ki upravno spada pod Občino Šid; slednja pa je del Sremskega upravnega okraja.

## Demografija
V naselju živi 229 polnoletnih prebivalcev, pri čemer je njihova povprečna starost 42,1 let (41,4 pri moških in 42,8 pri ženskah). Naselje ima 112 gospodinjstev, pri čemer je povprečno število članov na gospodinjstvo 2,66.
To naselje je, glede na rezultate popisa iz leta 2002, v glavnem srbsko, a v času zadnjih treh popisov je opazno zmanjšanje števila prebivalcev.
|  |

| Demografija | Demografija     | Demografija     |
| Leto        | Št. prebivalcev | Št. prebivalcev |
| ----------- | --------------- | --------------- |
|             |                 |                 |
|             |                 |                 |
|             |                 |                 |
|             |                 |                 |
| 1948        | 477             |                 |
| 1953        | 491             |                 |
| 1961        | 496             |                 |
| 1971        | 460             |                 |
| 1981        | 362             |                 |
| 1991        | 305             | 305             |
| 2002        | 298             | 298             |
|             |                 |                 |

| Etnična sestava po popisu iz leta 2002 | Etnična sestava po popisu iz leta 2002 | Etnična sestava po popisu iz leta 2002 | Etnična sestava po popisu iz leta 2002 | Etnična sestava po popisu iz leta 2002 |
| -------------------------------------- | -------------------------------------- | -------------------------------------- | -------------------------------------- | -------------------------------------- |
| Srbi                                   | Srbi                                   |                                        | 261                                    | 87,58%                                 |
| Hrvati                                 | Hrvati                                 |                                        | 14                                     | 4,69%                                  |
| Jugoslovani                            | Jugoslovani                            |                                        | 8                                      | 2,68%                                  |
| Slovaki                                | Slovaki                                |                                        | 1                                      | 0,33%                                  |
| Rusini                                 | Rusini                                 |                                        | 1                                      | 0,33%                                  |
| Madžari                                | Madžari                                |                                        | 1                                      | 0,33%                                  |
| Neznano                                | Neznano                                |                                        | 3                                      | 1,00%                                  |